# Chepigana
Chepigana es un corregimiento del distrito de Chepigana en la provincia de Darién, República de Panamá. La localidad tiene 704 habitantes (2010).